# Dante Zia
Dante Zia, född 19 februari 1993 i Hyby församling, Malmöhus län, är en svensk programledare och kock.

## Biografi
Zia är uppväxt i en svensk-italiensk familj i Holmeja i Skåne och har fem syskon. Han är utbildad civilingenjör vid Lunds Universitet. Under sin tid som student var han husförman på Lunds Nation. Han är äldre bror till musikern Oscar Zia och tillsammans ledde de realityserien Weekend hos Zia på TV4 2022.
År 2018 tävlade Zia i Sveriges mästerkock och kom på en sjätteplats. Han har varit programledare i flera barnprogram på SVT, bland annat Sommarlov (2021–2022), Fixaräventyret och som bakexpert i Fixarfesten. Han har även lagat mat i Nyhetsmorgon på TV4.
Zia har släppt tre kokböcker: Pasta al Dante (2020),  Dantes bästa mat (2023) som riktar sig till barn och unga, samt Dantes Italien (2024).